# Ján Maslo
Ján Maslo (sinh ngày 5 tháng 2 năm 1986) là một hậu vệ bóng đá Slovakia hiện tại thi đấu cho câu lạc bộ Fortuna Liga MFK Ružomberok.

## Câu lạc bộ
Vào tháng 7 năm 2011, Maslo gia nhập câu lạc bộ Ukraina FC Volyn Lutsk với bản hợp đồng 3 năm.
Vào tháng 6 năm 2014, Maslo chuyển đến câu lạc bộ ở Giải bóng đá ngoại hạng Kazakhstan Shakhter Karagandy.